# Lourdesgrot (Herkenrade)

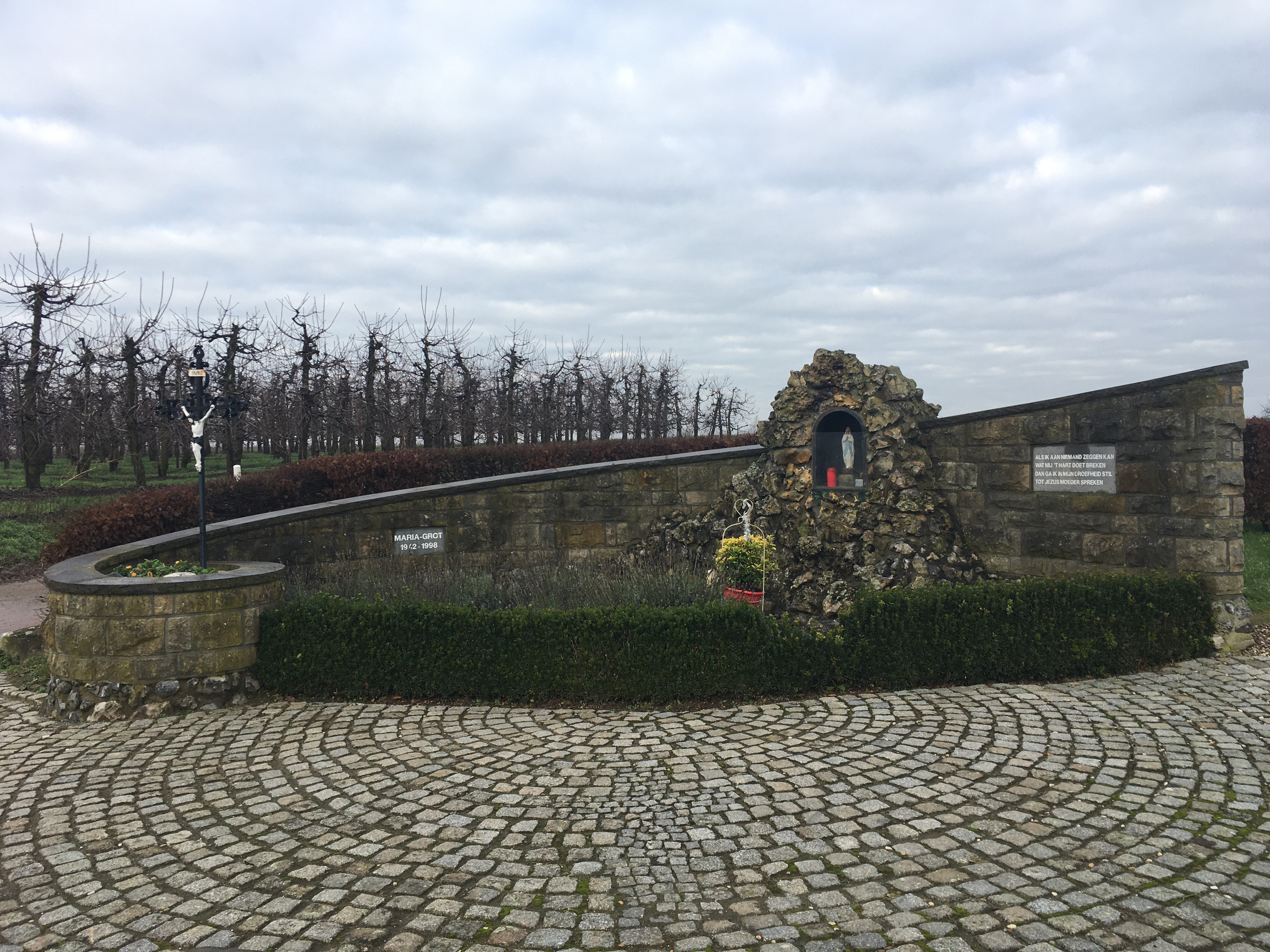
Lourdesgrot in Herkenrade

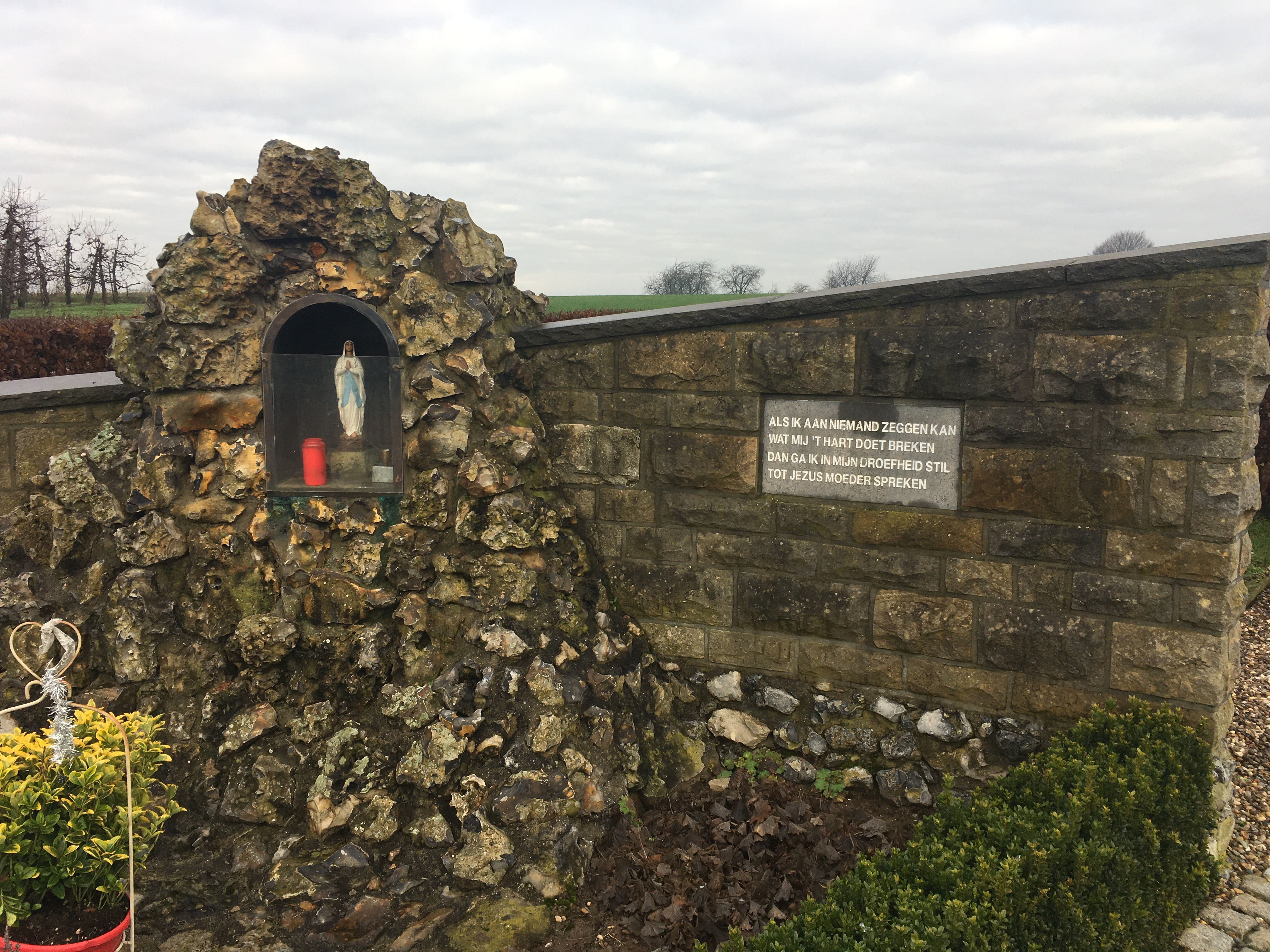
Mariabeeld in de grot

De Lourdesgrot of Mariagrot is een religieus bouwwerk in Herkenrade, een gehucht van Sint-Geertruid in de Nederlandse gemeente Eijsden-Margraten. De Lourdesgrot staat aan de noordoostelijke rand van de bebouwing, op de kruising van de Banneterweg, Bruisterboschweg, Endepoelsweg en Schoolstraat.

## Geschiedenis
De Lourdesgrot is gebouwd in 1942, als onderdeel van de Katholieke Actie; een beweging tijdens de Tweede Wereldoorlog waarbij religieuze activiteiten waren toegestaan, maar dat ook vaak diende als dekmantel voor culturele activiteiten om niet onder de Nederlandsche Kultuurkamer te hoeven vallen. De grot werd gebouwd onder een grote kastanjeboom, met als voorbeeld een miniatuur van de grot in Lourdes. De grot werd ingezegend in juli 1942 door kapelaan Gulikers van Sint-Geertruid.
Op 14 juli 1985 werd de kastanjeboom geveld door een blikseminslag. Op 14 maart 1986 werd een nieuwe kastanjeboom geplant.
In 1998 werd de oude grot vervangen door een nieuwe. Deze werd op 29 augustus 1998 ingezegend door pastoor Jötten, in aanwezigheid van burgemeester Peter van Hassel.

## Grot
De grot is opgetrokken uit vuursteenknollen die afkomstig zijn uit de Groeve Banholtergrubbe. In de grot staat een Mariabeeld achter plexiglas. Voor de grot staat een klein beeldje van Bernadette. De grot ligt tegen een aflopende gebogen muur van Kundersteen. De muur eindigt in een lus waarachter een gietijzeren kruisbeeld staat. In de muur is een steen ingemetseld met het opschrift:

"Als ik aan niemand zeggen kan

wat mij het hart doet breken

dan ga ik in mijn droefheid stil

tot Jezus Moeder spreken"